# Serra d'en Pere Bord
La Serra d'en Pere Bord és una serra situada al municipi d'Arbúcies a la comarca de la Selva, amb una elevació màxima de 631 metres.